# 그루지야 소비에트 사회주의 공화국의 국장

그루지야 소비에트 사회주의 공화국의 국장

그루지야 소비에트 사회주의 공화국의 국장은 1922년 2월 28일에 제정되어 1990년 12월 11일까지 사용되었다.
국장 가운데에는 캅카스산맥과 노란색 낫과 망치가 그려져 있으며, 산맥 위쪽에는 빨간색 별이, 산맥 아래쪽에는 밀 이삭과 포도가 그려져 있다.
국장 바깥쪽에는 소련의 나라 표어인 "만국의 노동자여, 단결하라!"라는 문구가 쓰여져 있는데, 위쪽에는 조지아어로("პროლეტარებო ყველა ქვეყნისა, შეერთდით!", "Proletarebo qvela kveqnisa, sheertdit!"), 아래쪽에는 러시아어로("Пролетарии всех стран, соединяйтесь!") 쓰여져 있다.

## 같이 보기
- 소련의 국장
- 조지아의 국장